# هارفي سيمبسون
هارفي سيمبسون هو سياسي كندي، ولد في 11 فبراير 1862، وتوفي في 29 يناير 1928.